# Pierre Ameuille
Pierre Ameuille, né le 21 juin 1880 à Nevers, France, est un médecin français, qui se spécialise aux maladies pulmonaires, la tuberculose et aux pathologies du système respiratoire .

## Biographie
Ameuille étudie la médecine à Paris et fait son internat aux Hôpitaux de Paris. Pendant la Grande Guerre, en collaboration avec des médecins anglais, il fait l’étude de plusieurs cas de néphrite de guerre et d’un vaccin antityphoïde . Il publie un papier scientifique sur la néphrite de guerre en 1918 qui sera aussi traduit en anglais .
Il s’associera aux Hôpitaux de Paris et à l’Hôpital Cochin comme spécialiste des poumons. Il sera président de la Société médicale des Hôpitaux de Paris, membre des plusieurs sociétés, incluant l’ Académie de médecine et l’ American College of Chest Physicians , entre autres. Juste avant son décès en décembre 1947, il organise et sera le premier directeur de la Société française de pathologie respiratoire .